# Stade du Zagłębie Lubin
Le stade du Zagłębie Lubin (anciennement Dialog Arena, de 2009 à 2012) est un stade polonais de football situé à Lubin. Reconstruit en 2009, il accueille les matches du Zagłębie Lubin et peut recevoir 16 068 personnes.

## Histoire

### Dialog Arena (nouveau stade)
Le 18 septembre 2007, les travaux de reconstruction débutent officiellement.
Le 14 mars 2009, le nouveau stade est inauguré.

## Évènements

### Matches internationaux
Deux matches internationaux ont eu lieu au stade du Zagłębie Lubin : 
- Pologne : 2-0 : Allemagne de l'Est, le 19 août 1987
- Pologne : 1-1 : URSS, le 23 août 1989

## Galerie

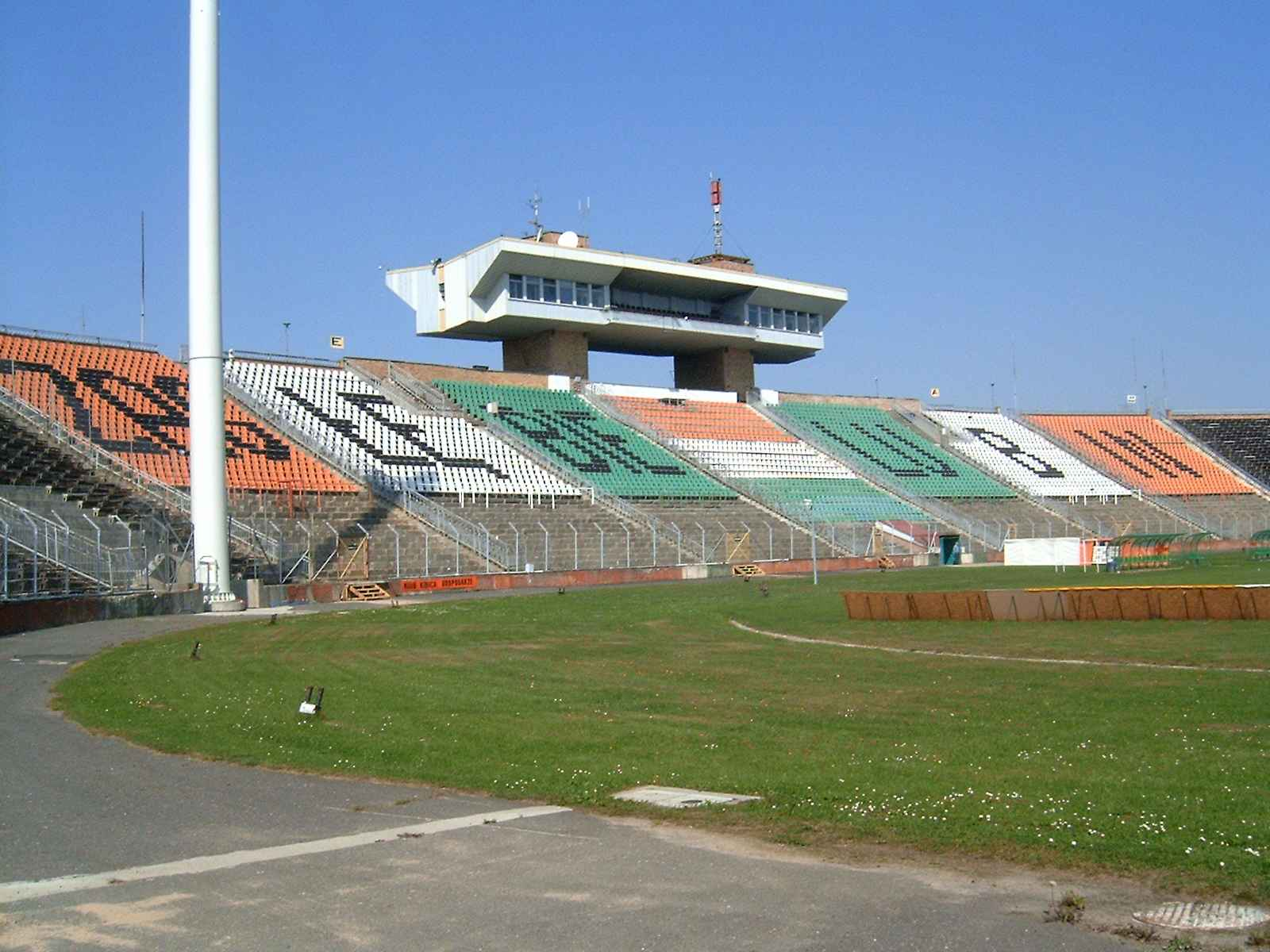
Ancien stade
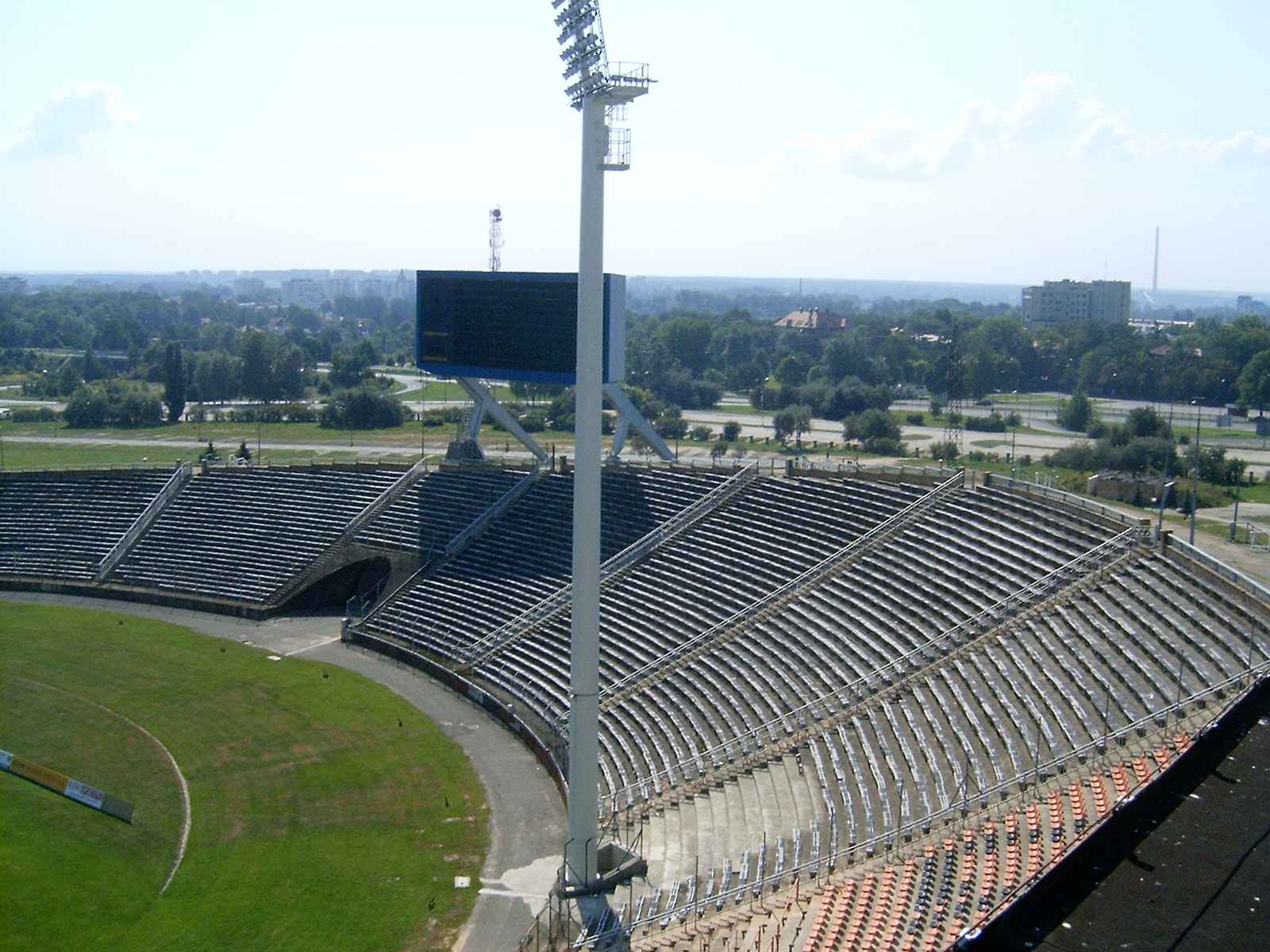
Ancien stade
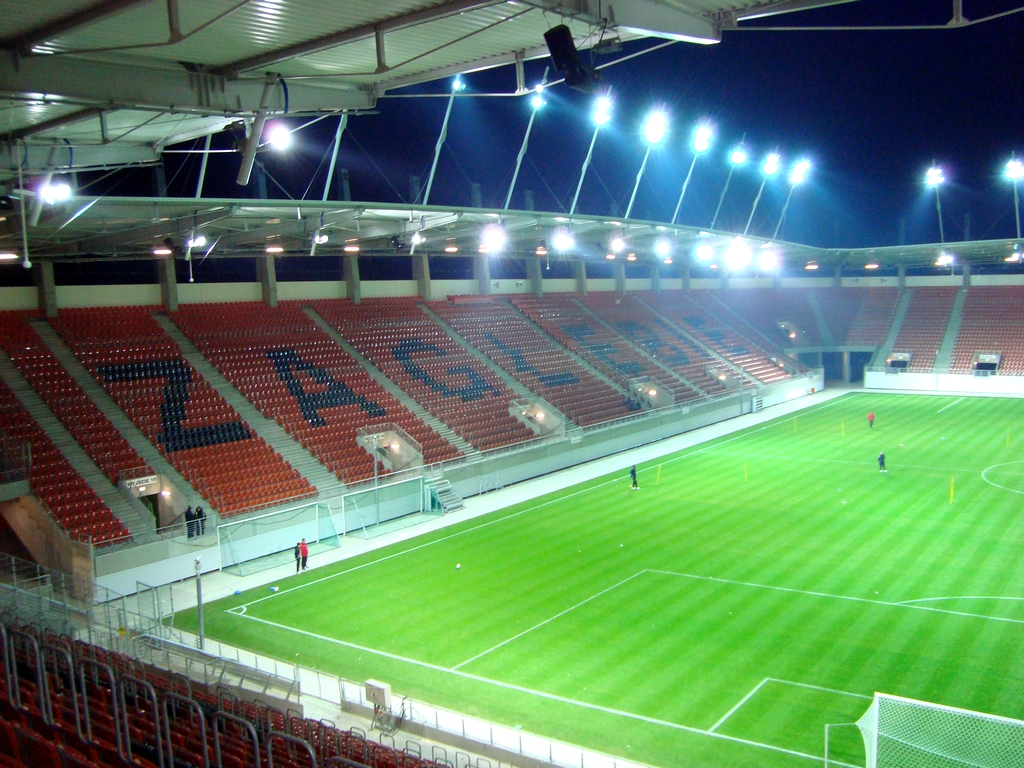
Nouveau stade